# Schefflera troyana
Schefflera troyana là một loài thực vật có hoa trong Họ Cuồng cuồng. Loài này được (Urb.) A.C.Sm. miêu tả khoa học đầu tiên năm 1941.